# Hanselaer

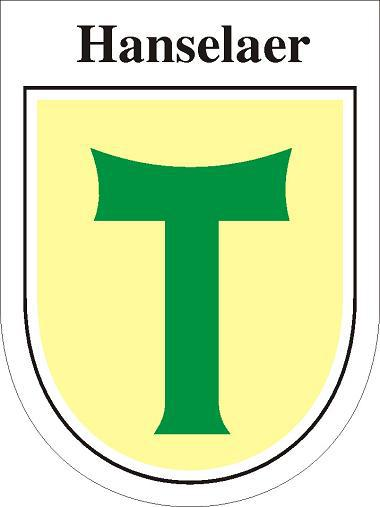
Hanselaer Wappen

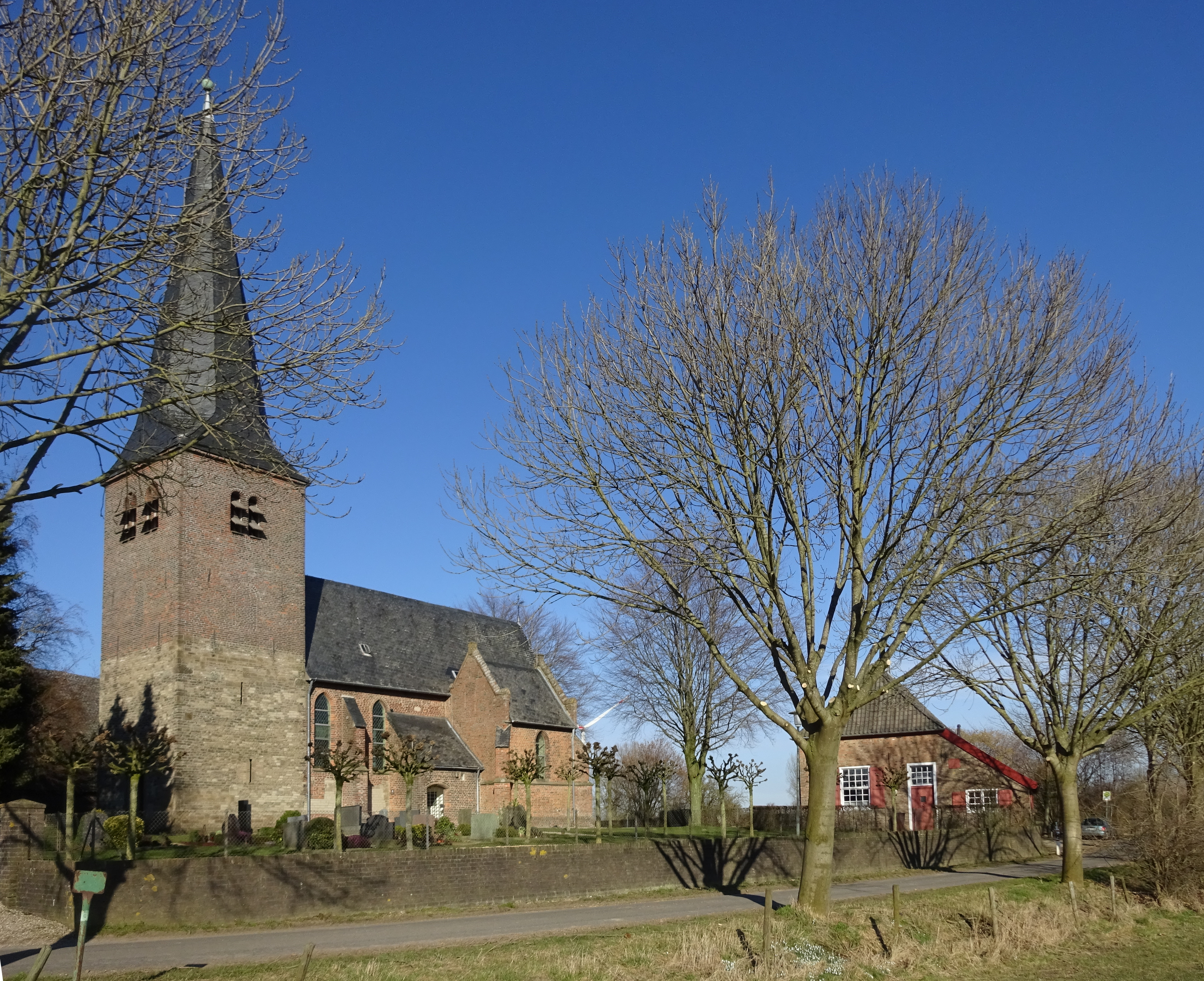
St. Antonius Abbas

Hanselaer ist ein Ortsteil der Stadt Kalkar am linken unteren Niederrhein. Ende 2018 hatte er 121 Einwohner.

## Räumliche Lage
Der Ortskern von Hanselaer liegt knapp 2 km östlich des mittelalterlich geprägten Stadtkerns von Kalkar. Das Gebiet zwischen Kalkar und Hanselaer wird weitgehend als Weideland genutzt. Es wurde noch bis 1965, als ein neues Deichsystem errichtet wurde, bei Hochwasser des Rheins häufig überschwemmt. Vermutlich hat sich hier noch zur Römerzeit ein Rheinarm erstreckt.

## Geschichte und Sehenswürdigkeiten
Am 1. Juli 1969 wurde Hanselaer nach Kalkar eingemeindet.
Urkundlich erwähnt wurde Hanselaer bereits im 12. Jahrhundert. Das Kölner Damenstift Sankt Maria im Kapitol besaß hier einen Gutshof mit einer Kirche – schon bevor die Stadt Kalkar 1230 auf der westlich gelegenen ursprünglich vom Rhein umflossenen Sandbank Kalkarward gegründet wurde.
Die kleine, Sankt Antonius Abbas geweihte Hanselaer Dorfkirche ist vom Friedhof, dem Küsterhaus und alten Bauernhöfen umgeben. Dem Besucher bietet sich noch heute fast dasselbe Bild wie dem niederländischen Künstler Jan de Beijer, als er 1746 „'t Dorp Hanseler“ zeichnete. Kaum ein Dorf am Niederrhein hat sein äußeres Erscheinungsbild in den letzten Jahrzehnten so gut bewahrt wie Hanselaer.
Der heutige Kirchenbau ist rund 500 Jahre alt. Im Tuffstein- und Ziegelmauerwerk der einschiffigen gotischen Kirche sind noch Spuren eines Vorgängerbaus, einer romanischen Saalkirche, zu erkennen. Ursprünglich flach eingedeckt erhielten Langhaus und Chor 1444 ein Kreuzrippengewölbe, das mit Rankenwerk und Heiligenfiguren ausgemalt wurde.
St. Antonius Abbas gilt als eine der schönsten Dorfkirchen am Niederrhein. Das Innere ist reich ausgestattet mit drei Schnitzaltären. Auf dem Querbalken des Triumphbogens zwischen Chor und Langhaus steht eine Kreuzigungsgruppe. Besonders sehenswert ist der Hochaltar im Chor mit einer virtuos geschnitzten Bekrönung aus Ranken und Blattkrabben. Der dreiteilige Altarschrein, der dem Umkreis des Holzbildhauers Arnt van Tricht zugerechnet wird, entstand um 1530. Er beherbergt spätgotische Skulpturen der Muttergottes sowie der heiligen Katharina und der heiligen Barbara, die als elegant gekleidete Bürgerfrauen in der Mode ihrer Zeit dargestellt sind.
Durch Hanselaer führen die Südroute und die Nordroute des Radfernweges Via Romana, der Xanten mit Nijmegen verbindet. Nahe der Hanselaer Kirche informiert eine Schautafel über das gut 2 km südlich von Hanselaer am Fuße des Monrebergs gelegene römische Reiterlager Burginatium.

## Bildergalerie

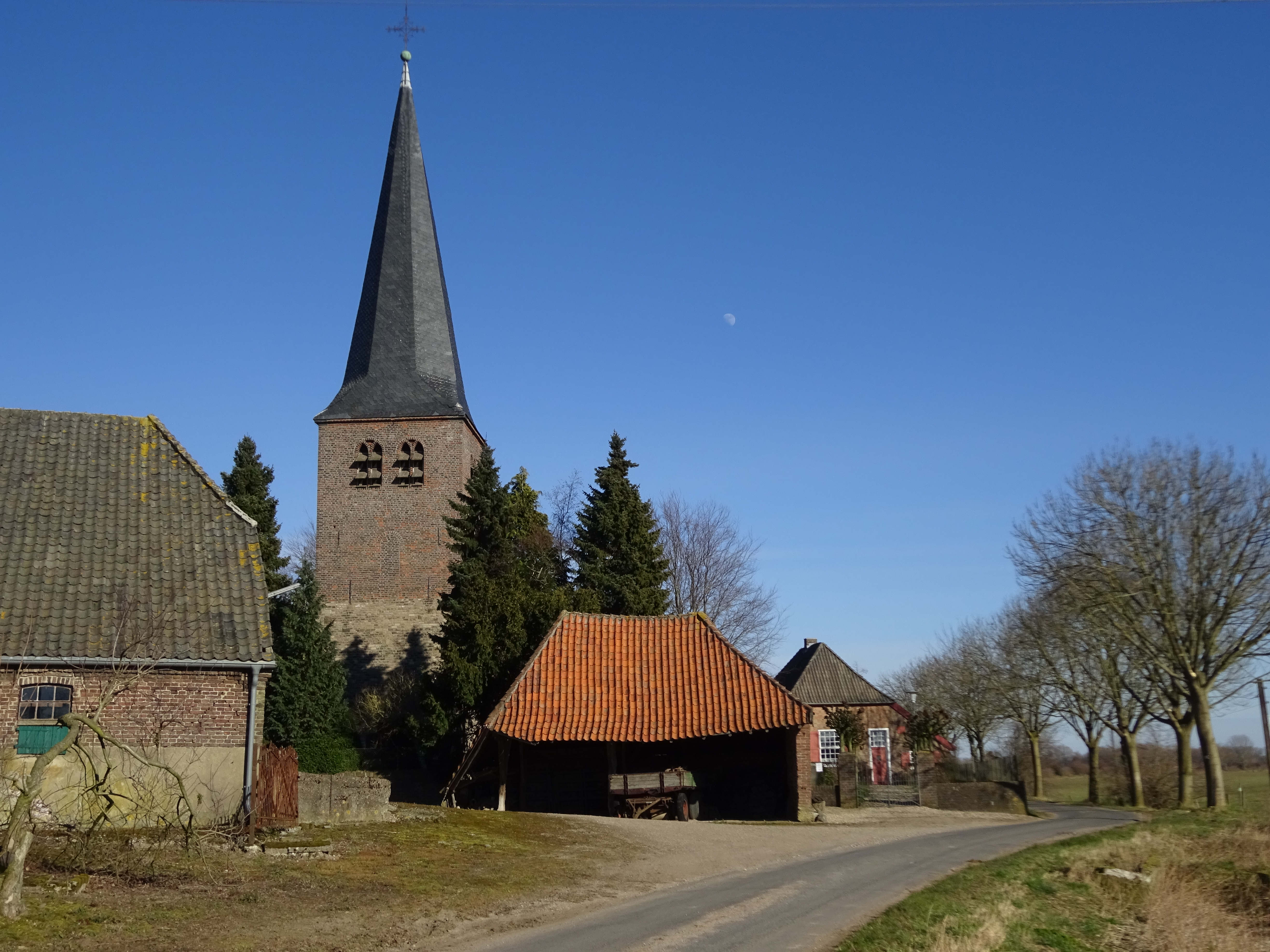
Baudenkmal Spyckstraße 81
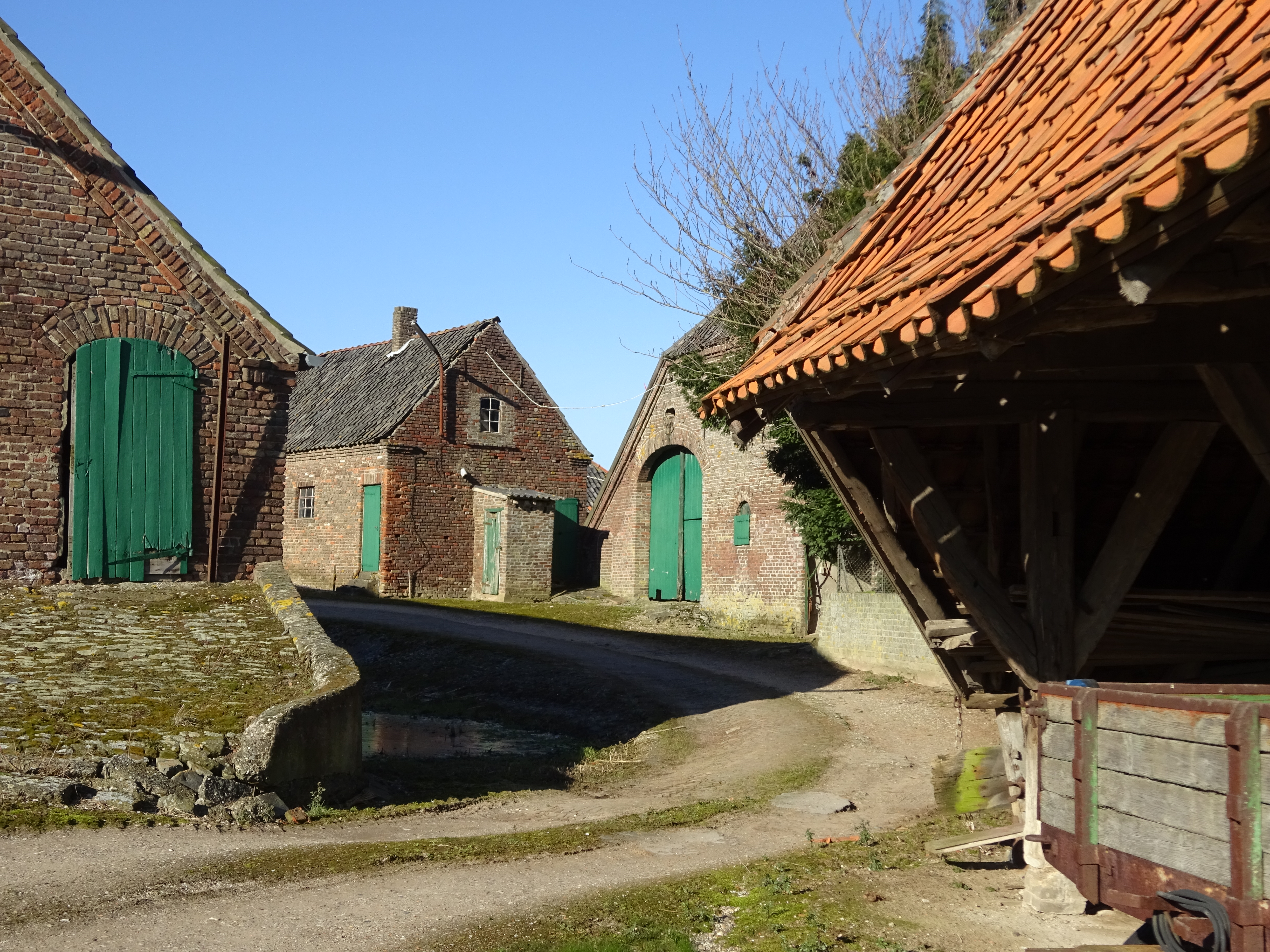
Hofeinfahrt Spyckstraße
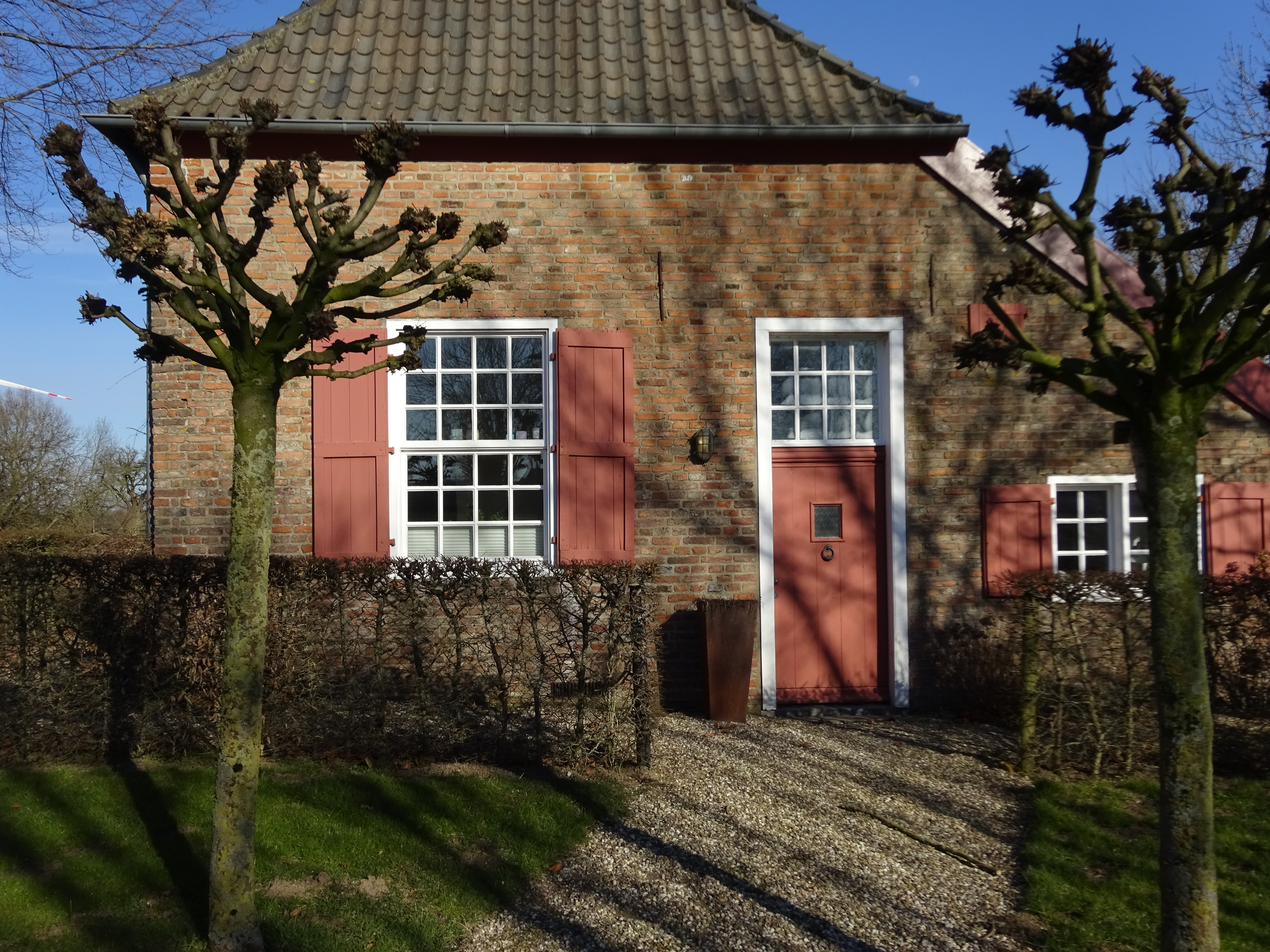
Baudenkmal Spickstraße 83
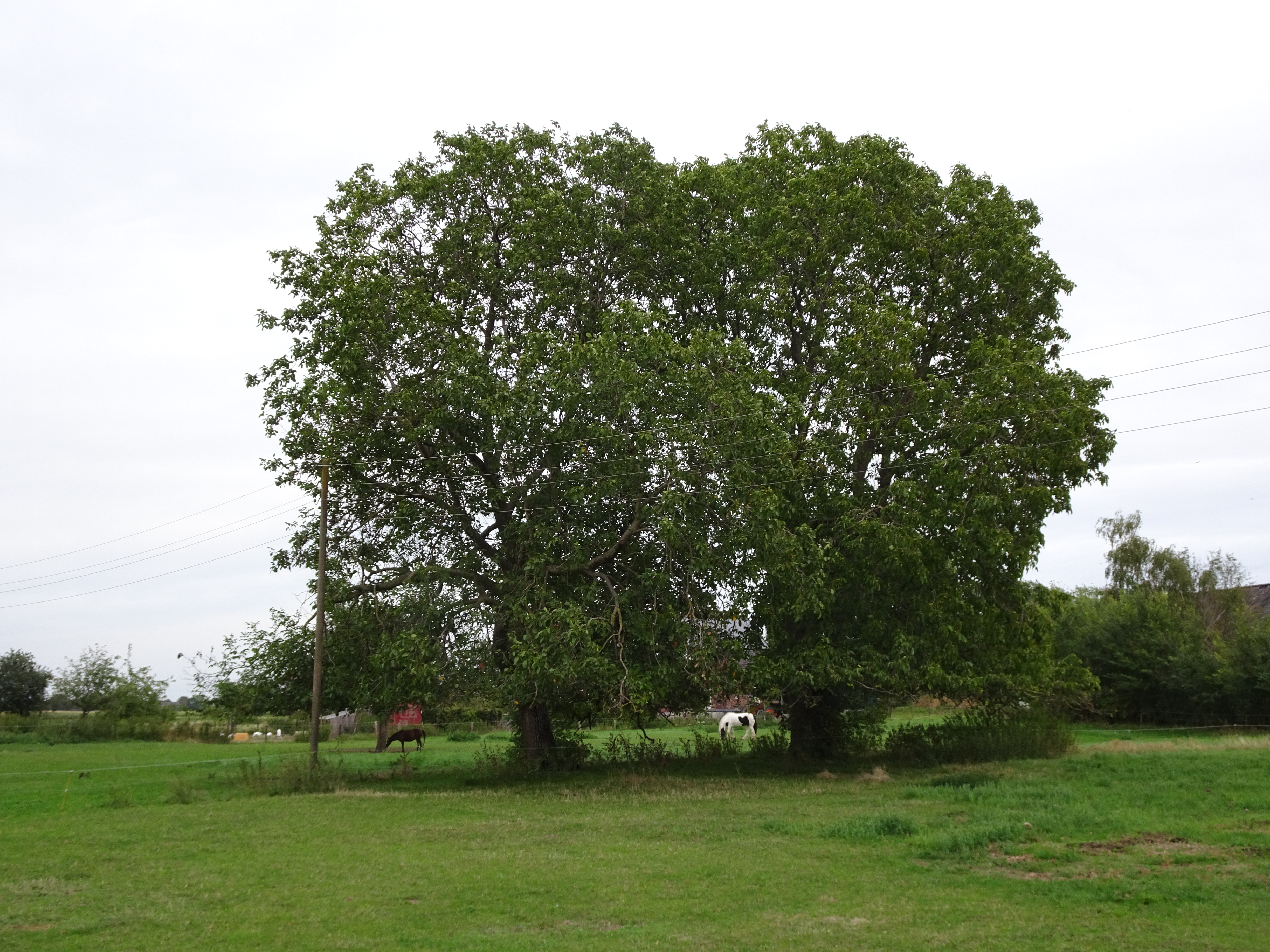
Walnussbäume am Leuthweg